# Arthroleptis formosus
Espèce
Statut de conservation UICN

 DD  : Données insuffisantes
Arthroleptis formosus est une espèce d'amphibiens de la famille des Arthroleptidae.

## Répartition
Cette espèce est endémique de Guinée. Elle se rencontre dans la région de Télimélé.

## Publication originale
- Rödel, Kouamé, Doumbia & Sandberger, 2011 : A new beautiful squeaker frog (Arthroleptidae: Arthroleptis) from West Africa. Zootaxa, no 3011, p. 16-26.